# Mohammad Naderi
Mohammad Naderi (persisch محمد نادری; * 5. Oktober 1996 in Teheran) ist ein iranischer Fußballspieler.

## Karriere

### Klub
Er startete seine Karriere in der Jugend von Moghavemat Tehran und wechselt hier zur Saison 2015/16 von der U19 in die U21. Nach der Folgesaison verließ er den Klub und schloss sich ablösefrei Tractor Sazi an. Diese verliehen ihn nach einem halben Jahr weiter an den FC Nassaji Mazandaran, wo er bis zum Saisonende verblieb. Nach einer weiteren Spielzeit im Kader von Tractor, verließ er schließlich erstmals sein Heimatland und wechselte zur KV Kortrijk nach Belgien. Für diese kam er aber nie zum Einsatz und es folgte im Januar 2019 erst einmal per Leihe wieder die Rückkehr in den Iran, zum FC Persepolis. Diese Leihe ging bis Ende Oktober 2020. Danach wechselte er fest zurück in sein Heimatland, diesmal jedoch zu Esteghlal Teheran.
Zur Saison 2021/22 wechselte er zu Altay Izmir in die türkische Süper Lig, mit welchen er aber mittlerweile wieder in die zweitklassige 1. Lig abstieg.

### Nationalmannschaft
Sein Länderspieldebüt für die A-Nationalmannschaft gab er bei einer 1:2-Niederlage gegen den Irak während der Qualifikation für die Fußball-Weltmeisterschaft 2022 am 14. November 2019, wo er zur 53. Minute für Milad Mohammadi eingewechselt wurde.